# Rattus exulans
La rata de la Polinesia,  rata negra o rata del Pacífico (Rattus exulans), conocida por los maoríes como kiore, es una especie de roedor miomorfo de la familia Muridae. Es la tercera especie de rata más expandida en el mundo, detrás de la rata de alcantarilla (R. norvegicus) y de la rata negra (R. rattus).
Es originaria del Sudeste Asiático pero, como sus parientes, se hizo cosmopolita en muchas islas de la Polinesia, Nueva Zelanda, Fiyi, Hawái y Tuvalu. Comparte la habilidad de adaptarse fácilmente a muchos tipos diferentes de ambientes, desde pastizales, bosques, urbanizaciones. Sus hábitos son también similares, suele convivir con humanos donde tiene un fácil acceso a comida.

## Características
Esta especie de Polinesia es similar en apariencia a otras ratas como las ratas negra y parda. Tiene orejas grandes redondeadas, una trompa aguzada, pelo negro/pardo con una barriga más clara, y comparativamente cortas patas. Cuerpo delgado, largo, alcanzando 15 cm de longitud de la nariz a la base de la cola, haciéndola levemente más corta que otras ratas. En pequeñas islas, tienden a ser aún menores; 11 cm. Se distinguen por una línea superior más oscura en las manos. El resto de patas y manos es pálido.

## Historia natural
Como muchos roedores es de hábitos nocturnos, y son excelentes escaladores, frecuentemente haciendo sus nidos en árboles. En invierno, cuando escasea el alimento, es común que ramoneen la corteza y los tallos. Tienen las características comunes a las ratas en cuanto a reproducción; poliéstricas con gestaciones de 21-24 días, tamaño de camadas afectadas por alimento y otros recursos (6-11 crías), volviéndoles el estro al otro mes (28 días).

### Dieta
R. exulans es nocturno, omnívoro: come semillas, frutas, hojas, corteza, insectos, lombrices, arañas, lagartijas, huevos de aves, polluelos. Pueden observarse frecuentemente tomando piezas de alimento y llevarlas a sitio más seguro, tanto para protegerlas o para prepararlas. Se protegen así no solo de predadores, sino también de la lluvia y de otros congéneres. Estas "estaciones de escondrijo" se ubican en árboles, cerca de raíces, en fisuras de troncos, y aún en ramas superiores. En Nueva Zelanda, por ejemplo, tales estaciones se encuentran bajo pilas de rocas, o en frondas de palmas Nikau (Rhopalostylis sapida).

### Ecología
Está ampliamente distribuida en el Pacífico y en el Sudeste Asiático. No pueden nadar grandes distancias, por lo que se la considera una marcadora significativa de las migración humana a través del Pacífico por los polinesios que, accidental o deliberadamente, la introdujeron en las islas que ocupaban. Esta especie es responsable de muchas extinciones de aves e insectos endémicos en el Pacífico; esas especies estaban en un ecosistema con ausencia de mamíferos y tenían la mansedumbre de isleños haciéndolos incapaces de escapar de la presión predadora de estas ratas. Se ha sugerido que quizás estas ratas hayan jugado un rol en la completa deforestación de la isla de Pascua, por haber comido las nueces de la palma local (Arecaceae), impidiendo el rebrote de la vegetación.
Restos de esta rata polinésica se datan en más de 2000 años en Nueva Zelanda. Se sugirió que llegó con exploradores tempranos que posteriormente perecieron o las dejaron sin colonizarlas.